# Rajd Elektreny 2018
4. Rajd Elektreny (4. Rally Elektrėnai) – 4. edycja Rajdu Elektreny. To rajd samochodowy, który był rozgrywany od 7 do 8 września 2018 roku. Bazą rajdu było miasto na Litwie – Elektrėnai. Była to szósta runda rajdowych samochodowych mistrzostw Polski w roku 2018 i zarazem czwarta runda Rajdowych Mistrzostwa Litwy w roku 2018. W sezonie 2018 w RSMP był to rajd drugiej kategorii (tzw. jednoetapowy), gdzie punktacja będzie następująca: od 25 punktów za zwycięstwo i oddzielne punkty za odcinek Power Stage.
Rajd wygrał Rosjanin Nikołaj Griazin, który wygrał trzynaście z szesnastu odcinków specjalnych, drugie miejsce zajął Litwin Vaidotas Žala, trzecie Estończyk Egon Kaur. W klasyfikacji RSMP wygrał Mikołaj Marczyk (czwarty w klasyfikacji generalnej), był to dla niego pierwsze zwycięstwo w rundzie RSMP, drugie miejsce zajął Jarosław Kołtun, a trzecie mistrz Polski z sezonu 2015 Łukasz Habaj. W rajdzie zabrakło, wcześniej zadeklarowanego w starcie, aktualnego lidera RSMP Jakuba Brzezińskiego.

## Lista zgłoszeń[5]
Poniższa lista spośród 57 zgłoszonych zawodników obejmuje tylko zawodników startujących w najwyższej klasie 2, samochodami grupy R5 i wybranych zawodników startujących w klasie Open N.
| Nr. | Zespół                         | Kierowca           | Pilot               | Samochód       | Klasa    | Klasyfikacja      |
| --- | ------------------------------ | ------------------ | ------------------- | -------------- | -------- | ----------------- |
| 3   | Sports Racing Technologies     | Nikołaj Griazin    | Yaroslav Fedorov    | Škoda Fabia R5 | 2        | –                 |
| 4   | Sports Racing Technologies     | Vaidotas Žala      | Andris Mālnieks     | Škoda Fabia R5 | 2, LARČ1 | Poland, Lithuania |
| 5   | Grzegorz Grzyb                 | Grzegorz Grzyb     | Robert Hundla       | Škoda Fabia R5 | 2        | Poland            |
| 6   | General Financing team Pitlane | Benediktas Vanagas | Mindaugas Čepulis   | Škoda Fabia R5 | LARČ1    | Lithuania         |
| 7   | Škoda Polska Motorsport        | Mikołaj Marczyk    | Szymon Gospodarczyk | Škoda Fabia R5 | 2        | Poland            |
| 8   | Teemu Asunmaa                  | Teemu Asunmaa      | Ville Mannisenmäki  | Škoda Fabia R5 | 2        | Poland            |
| 9   | Tiger Energy Drink Rally Team  | Tomasz Kasperczyk  | Damian Syty         | Ford Fiesta R5 | 2        | Poland            |
| 10  | 4Race                          | Egidijus Valeiša   | Mindaugas Varža     | Škoda Fabia R5 | 2        | Poland            |
| 11  | Rallytechnology                | Łukasz Habaj       | Daniel Dymurski     | Ford Fiesta R5 | 2        | Poland            |
| 12  | Rallytechnology                | Dariusz Poloński   | Łukasz Sitek        | Ford Fiesta R5 | 2        | Poland            |
| 14  | Jarosław Kołtun                | Jarosław Kołtun    | Ireneusz Pleskot    | Ford Fiesta R5 | 2        | Poland            |
| 15  | Szymon Ruta                    | Szymon Ruta        | Bartłomiej Boba     | Škoda Fabia R5 | 2        | Poland            |
| 21  | Mariusz Zapała                 | Mariusz Zapała     | Łukasz Gwiazda      | Ford Fiesta R5 | 2        | Poland            |

## Zwycięzcy odcinków specjalnych
| Dzień      | Numer odcinka                 | Nazwa odcinka | Długość         | Zwycięzca odcinka | Samochód | Czas            | Lider rajdu |
| ---------- | ----------------------------- | ------------- | --------------- | ----------------- | -------- | --------------- | ----------- |
| 7 września |                               |               |                 |                   |          |                 |             |
| OS1        | GF Autolizingas 1             | 1,07 km       | Mikołaj Marczyk | Škoda Fabia R5    | 52,8     | Mikołaj Marczyk |             |
| OS2        | GF Autolizingas 2             | 1,07 km       | Mikołaj Marczyk | Škoda Fabia R5    | 51,9     | Mikołaj Marczyk |             |
| 8 września |                               |               |                 |                   |          |                 |             |
| OS3        | Samsonas Motorsport 1         | 6,50 km       | Vaidotas Žala   | Škoda Fabia R5    | 4:05,0   | Teemu Asunmaa   |             |
| OS4        | Bags&More 1                   | 14,81 km      | Nikołaj Griazin | Škoda Fabia R5    | 7:44,1   | Vaidotas Žala   |             |
| OS5        | Samsonas Motorsport 2         | 6,50 km       | Nikołaj Griazin | Škoda Fabia R5    | 4:00,8   | Nikołaj Griazin |             |
| OS6        | Bags&More 2                   | 14,81 km      | Nikołaj Griazin | Škoda Fabia R5    | 7:34,4   | Nikołaj Griazin |             |
| OS7        | Alburnus 1                    | 5,07 km       | Nikołaj Griazin | Škoda Fabia R5    | 2:51,4   | Nikołaj Griazin |             |
| OS8        | Fakto Auto 1                  | 6,80 km       | Nikołaj Griazin | Škoda Fabia R5    | 3:29,5   | Nikołaj Griazin |             |
| OS9        | Alburnus 2                    | 5,07 km       | Nikołaj Griazin | Škoda Fabia R5    | 2:48,9   | Nikołaj Griazin |             |
| OS10       | Fakto Auto 2                  | 6,80 km       | Nikołaj Griazin | Škoda Fabia R5    | 3:28,5   | Nikołaj Griazin |             |
| OS11       | Autoglass Service 1           | 5,50 km       | Nikołaj Griazin | Škoda Fabia R5    | 2:50,4   | Nikołaj Griazin |             |
| OS12       | Čapkauskas Turbinų Taisymas 1 | 6,92 km       | Nikołaj Griazin | Škoda Fabia R5    | 3:35,7   | Nikołaj Griazin |             |
| OS13       | Dynami:t Energy 1             | 4,38 km       | Nikołaj Griazin | Škoda Fabia R5    | 1:48,5   | Nikołaj Griazin |             |
| OS14       | Autoglass Service 2           | 5,50 km       | Nikołaj Griazin | Škoda Fabia R5    | 2:47,4   | Nikołaj Griazin |             |
| OS15       | Čapkauskas Turbinų Taisymas 2 | 6,92 km       | Nikołaj Griazin | Škoda Fabia R5    | 3:30,3   | Nikołaj Griazin |             |
| OS16       | Dynami:t Energy 2             | 4,38 km       | Nikołaj Griazin | Škoda Fabia R5    | 1:44,7   | Nikołaj Griazin |             |

### Power Stage – OS16[6]
| Miejsce | Kierowca          | Pilot               | Samochód       | Czas/strata | Punkty |
| ------- | ----------------- | ------------------- | -------------- | ----------- | ------ |
| 1       | Mikołaj Marczyk   | Szymon Gospodarczyk | Škoda Fabia R5 | 1:46,6      | 5      |
| 2       | Grzegorz Grzyb    | Robert Hundla       | Škoda Fabia R5 | +1,4        | 4      |
| 3       | Łukasz Habaj      | Daniel Dymurski     | Škoda Fabia R5 | +2,1        | 3      |
| 4       | Tomasz Kasperczyk | Damian Syty         | Ford Fiesta R5 | +2,7        | 2      |
| 5       | Jarosław Kołtun   | Ireneusz Pleskot    | Ford Fiesta R5 | +4,6        | 1      |

## Wyniki końcowe rajdu[7]
W klasyfikacji generalnej dodatkowe punkty przyznawane są za odcinek Power Stage.
| Miejsce | RSMP | Kierowca               | Pilot                | Samochód                    | Czas      | Strata  | Grupa Klasa | Punkty |
| ------- | ---- | ---------------------- | -------------------- | --------------------------- | --------- | ------- | ----------- | ------ |
| 1       |      | Nikołaj Griazin        | Jarosław Fiedorow    | Škoda Fabia R5              | 54:11,5   | –       | 4WD         | *      |
| 2       |      | Vaidotas Žala          | Andris Mālnieks      | Škoda Fabia R5              | 55:45,0   | +1:33,5 | 4WD LARČ1   | *      |
| 3       |      | Egon Kaur              | Silver Simm          | Ford Fiesta Proto           | 55:56,6   | +1:45,1 | 4WD         | *      |
| 4       | 1    | Mikołaj Marczyk        | Szymon Gospodarczyk  | Škoda Fabia R5              | 56:27,2   | +2:15,7 | 4WD 2       | 25+5   |
| 5       | 2    | Jarosław Kołtun        | Ireneusz Pleskot     | Ford Fiesta R5              | 56:37,4   | +2:25,9 | 4WD 2       | 18+1   |
| 6       | 3    | Łukasz Habaj           | Daniel Dymurski      | Škoda Fabia R5              | 56:42,1   | +2:30,6 | 4WD 2       | 15+3   |
| 7       | 4    | Tomasz Kasperczyk      | Damian Syty          | Ford Fiesta R5              | 56:58,6   | +2:47,1 | 4WD 2       | 12+2   |
| 8       | 5    | Grzegorz Grzyb         | Jakub Wróbel         | Škoda Fabia R5              | 57:00,3   | +2:48,8 | 4WD 2       | 10+4   |
| 9       |      | Giedrius Notkus        | Dalius Strižanas     | Mitsubishi Lancer Evo IX    | 57:01,8   | +2:50,3 | 4WD LARČ3   | *      |
| 10      |      | Benediktas Vanagas     | Mindaugas Čepulis    | Škoda Fabia R5              | 57:02,2   | +2:50,7 | 4WD LARČ1   | *      |
| 11      |      | Vytautas Švedas        | Žilvinas Sakalauskas | Mitsubishi Lancer Evo IX    | 57:25,3   | +3:13,8 | 4WD LARČ2   | *      |
| 12      |      | Egidijus Valeiša       | Mindaugas Varža      | Ford Fiesta R5              | 58:15,5   | +4:04,0 | 4WD         | *      |
| 13      |      | Priit Koik             | Ken Järveoja         | Ford Fiesta Proto           | 58:33,7   | +4:22,2 | 4WD         | *      |
| 14      |      | Karolis Šiugždinis     | Justas Vičiūnas      | Mitsubishi Lancer Evo IX    | 58:50,8   | +4:39,3 | 4WD LARČ2   | *      |
| 15      | 6    | Marcin Słobodzian      | Grzegorz Dachowski   | Subaru Impreza STi N15      | 59:22,9   | +5:11,4 | 4WD Open N  | 8      |
| 16      | 7    | Szymon Ruta            | Kamil Heller         | Škoda Fabia R5              | 59:41,6   | +5:30,1 | 4WD 2       | 6      |
| 17      | 8    | Dariusz Poloński       | Łukasz Sitek         | Ford Fiesta R5              | 1:00:06,8 | +5:55,3 | 4WD 2       | 4      |
| 18      | 9    | Łukasz Kotarba         | Tomasz Kotarba       | Mitsubishi Lancer Evo IX R4 | 1:00:20,2 | +6:08,7 | 4WD Open N  | 2      |
| 19      |      | Eugenijus Sladkevičius | Gediminas Saudargas  | Mitsubishi Lancer Evo IX    | 1:00:20,6 | +6:09,1 | 4WD LARČ3   | *      |
| 20      | 10   | Maciej Stolarski       | Łukasz Struk         | Mitsubishi Lancer Evo IX    | 1:00:49,0 | +6:37,5 | 4WD Open N  | 1      |

1. 1 2 3 4 5 6 7 8 9 10  Nieliczony w klasyfikacji RSMP

## Wyniki po 6 rundach
Kierowcy
|   | Msc. | Kierowca          | Punkty |
| - | ---- | ----------------- | ------ |
|   | 1    | Jakub Brzeziński  | 146    |
|   | 2    | Grzegorz Grzyb    | 118    |
|   | 3    | Mikołaj Marczyk   | 96     |
| 1 | 4    | Tomasz Kasperczyk | 71     |
| 1 | 5    | Dariusz Poloński  | 64     |